# بخش بهادرری کوتاگودم
بخش بهادرری کوتاگودم (به انگلیسی: Bhadradri Kothagudem) یک منطقهٔ مسکونی در هند است که در تلانگانا واقع شده‌است. بخش بهادرری کوتاگودم ۷٬۴۸۳ کیلومتر مربع مساحت و ۱٬۰۶۹٬۲۶۱ نفر جمعیت دارد.